# Intercontinental Cup basketbal 1979
De Intercontinental Cup (basketbal) in 1979 vond plaats in São Paulo. Van FIBA Europe speelde Emerson Varese en Bosna Sarajevo mee. Van de Liga Sudamericana speelde Esporte Clube Sírio en van Liga Northamerica speelde Piratas de Quebradillas mee. De NCAA stuurde de MoKan All-Stars mee.

## Groepsfase
Eerste dag 2 oktober 1979
| Bosna Sarajevo | 114 - 111 (2OT) | MoKan All-Stars         |
| EC Sírio       | 114 - 81        | Piratas de Quebradillas |

Tweede dag 3 oktober 1979
| Emerson Varese  | 78 - 73 | Piratas de Quebradillas |
| MoKan All-Stars | 98 - 91 | EC Sírio                |

Derde dag 4 oktober 1979
| Bosna Sarajevo          | 109 - 90 | Emerson Varese  |
| Piratas de Quebradillas | 96 - 95  | MoKan All-Stars |

Vierde dag 5 oktober 1979
| Bosna Sarajevo | 84 - 83 | Piratas de Quebradillas |
| EC Sírio       | 83 - 79 | Emerson Varese          |

Vijfde dag 6 oktober 1979
| EC Sírio          | 100 - 98 (OT) | Bosna Sarajevo  |
| Mobilgirgi Varese | 80 - 75       | MoKan All-Stars |

|    | Team                    | Pld | W | L | PF  | PA  | Points |
| -- | ----------------------- | --- | - | - | --- | --- | ------ |
| 1. | EC Sírio                | 4   | 3 | 1 | 388 | 356 | 7      |
| 2. | Bosna Sarajevo          | 4   | 3 | 1 | 405 | 384 | 7      |
| 3. | Emerson Varese          | 4   | 2 | 2 | 327 | 340 | 6      |
| 4. | Piratas de Quebradillas | 4   | 1 | 3 | 333 | 371 | 5      |
| 5. | MoKan All-Stars         | 4   | 1 | 3 | 379 | 381 | 5      |